# Johan A. Svensson
Johan Aron Svensson, född 25 februari 1841 i Stafsinge socken, Hallands län, död 27 december 1910 i Halmstad, var en svensk boktryckare och tidningsman. Han var far till Ernst och Henrik F. Svensson
Svensson blev student vid Lunds universitet 1863 och avlade kameralexamen 1864. Han var extra ordinarie tjänsteman i åtskilliga ämbetsverk 1864–1865, medarbetare i Svenska Familj-Journalen december 1866–juni 1871, redaktör för Hallandsposten april 1871– mars 1883 och dess utgivare januari 1873–maj 1902 och september 1908–februari 1909, utgivare av Hallands Allehanda maj 1887–juli 1888.